# Cápac Yupanqui

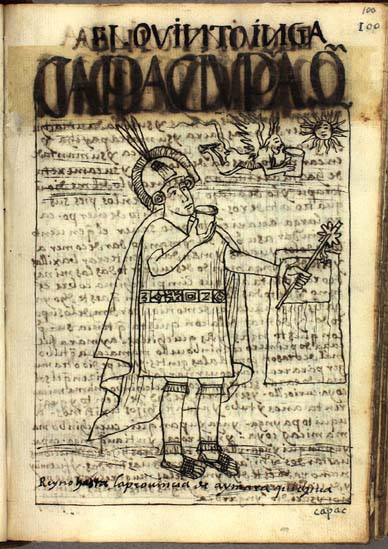
Cápac Yupanqui, tekenaar Guamán Poma (1615).

Cápac Yupanqui (Qhapaq Yupanki in Quechua) was de vijfde Incaheerser van het koninkrijk Cuzco, het latere Incarijk. Hij regeerde vanaf ongeveer 1320. Hij was de zoon en opvolger van Mayta Cápac. Cápac Yupanqui was de vader van de latere Incaheerser Inca Roca. Hij was getrouwd met Mama Cusi Hilpay, ook wel Qorihillpay genoemd. Mama Cusi Hilpay was de dochter van de Heer van Anta, voorheen een groot vijand van de Inca's.
Volgens de verhalen van Garcilaso de la Vega heeft Cápac Yupanqui veel aan de infrastructuur van Cuzco gedaan door het bouwen van vele gebouwen, bruggen, wegen en aquaducten.
Hurin-dynastie: Manco Cápac · Sinchi Roca · Lloque Yupanqui · Mayta Cápac · Cápac Yupanqui

Hanan-dynastie: Inca Roca · Yáhuar Huácac · Viracocha Inca · Pachacuti · Túpac Inca Yupanqui · Huayna Capac · Huáscar · Atahualpa · Túpac Huallpa

Heersers in Vilcabamba: Manco Inca Yupanqui · Sayri Túpac · Titu Cusi Yupanqui · Túpac Amaru